# Tychy trolibuszvonal-hálózata
Tychy trolibuszvonal-hálózata (lengyel nyelven: Trolejbusy w Tychach) Lengyelország Tychy városában található trolibuszüzem. Összesen 6 vonalból áll, a hálózat teljes hossza 40 km. Jelenlegi üzemeltetője a Tyskie Linie Trolejbusowe Sp. z o.o.. Egyike Lengyelország három megmaradt trolibuszüzemének.
Az áramellátás felsővezetékről történik, a feszültség 600 V egyenáram. 
A forgalom 1982. szeptember 30-án indult el.

## Útvonalak
Jelenleg a hálózat hat vonalból áll:
| Járat | Útvonal |
| ----- | --- |
| A     | Nexteer - TESCO - Paprocańska - Piłsudskiego - Szkoła 35 - Skałka - Os. K - Os. R - Stoczniowców - Harcerska - Hotelowiec - E.LECLERC - Andersa - Dw.PKP T-bus - Ruch - Carboautomatyka - E.LECLERC - Hotelowiec Begonii - Harcerska - Stoczniowców - Os. R - Os. K - Skałka - Hale Targowe "Centrum" - Szkoła 35 - Piłsudskiego - Paprocańska - TESCO - Nexteer - Adex - ISUZU - Przemysłowa - Mera - Skała - Almi - Nexteer |
| B     | Paprocany Pętla T-bus - Paprocany Dymarek – Os. T - Os. O - Lodowisko - Szpital Wojewódzki - Filaretów - Edukacji - Technikum - Bielska - Hotelowiec - E.LECLERC - Andersa - Dw.PKP T-bus - Ruch - Carboautomatyka - E.LECLERC - Hotelowiec - Stadion - Technikum - Edukacji - Filaretów - Szpital Wojewódzki - Lodowisko - Os. O – Os. T - Paprocany Dymarek - Paprocany Pętla T-bus |
| C     | Nexteer - TESCO - Paprocańska - Piłsudskiego - Szkoła 35 - Dmowskiego - Al. Jana Pawła II - Żwakowska - Harcerska - Hotelowiec - E.LECLERC - Andersa - Dw.PKP T-bus - Ruch - Carboautomatyka - E.LECLERC - Hotelowiec Begonii - Harcerska - Żwakowska - Al. Jana Pawła II - Dmowskiego - Hale Targowe "Centrum" - Szkoła 35 - Piłsudskiego - Paprocańska - TESCO - Nexteer - Adex - ISUZU - Przemysłowa - Mera - Skała - Almi - Nexteer |
| D     | Nexteer - TESCO - Paprocańska - Os. O - Lodowisko - Szpital Wojewódzki - Filaretów - Edukacji - Technikum - Bielska - Hotelowiec - E.LECLERC - Andersa - Dw.PKP T-bus - Ruch - Carboautomatyka - E.LECLERC - Hotelowiec - Stadion - Technikum - Edukacji - Filaretów - Szpital Wojewódzki - Lodowisko - Os. O - Paprocańska - TESCO - Nexteer - Adex - ISUZU - Przemysłowa - Mera - Skała - Almi - Nexteer |
| E     | Paprocany Pętla T-bus - Paprocany Dymarek - Os. T - Os. O - Śródmieście - Tychy Miasto - Grota Roweckiego - Elfów - Technikum - Bielska - Hotelowiec - E.LECLERC - Andersa - Dw.PKP T-bus - Ruch - Carboautomatyka - E.LECLERC - Hotelowiec - Stadion - Technikum - Elfów - Grota Roweckiego - Tychy Miasto - Śródmieście - Os. O - Os. T - Paprocany Dymarek - Paprocany Pętla T-bus |
| F     | Szpital Wojewódzki - Filaretów - Edukacji - Elfów - Roweckiego - Dmowskiego - Skałka - Osiedle K - Osiedle R - Stoczniowców - Hetmańska - Harcerska - Hotelowiec - Stadion - Pływalnia - Edukacji - Filaretów - Szpital Wojewódzki - Wyszyńskiego - Lodowisko - Osiedle O - Piłsudskiego - Hala Sportowa - Dmowskiego - Roweckiego - Elfów - Pływalnia - Bielska - Begonii - Harcerska - Hetmańska - Stoczniowców - Osiedle R - Osiedle K - Skałka - Hale Targowe - Hala Sportowa - Piłsudskiego - Osiedle O - Lodowisko - Wyszyńskiego - Szpital Wojewódzki |